# Spanish Hill
Spanish Hill ist eine 298 m hohe Landerhebung am nördlichen Rand von Pennsylvania an der Grenze zu New York. Es finden sich dort Spuren der zum Stamm der Susquehannock gehörenden Ureinwohner der Vereinigten Staaten. Der Hügel war sowohl Siedlungsstätte als auch Grablegungsort.:S. 289 Die Ausgrabungen werden, soweit vorhanden, im Tioga Point Museum im nahe gelegenen Athens dokumentiert und der Öffentlichkeit zugänglich gemacht.

## Lage
Der in Nord-Süd-Richtung verlaufende, 300 Meter lange Hügel liegt auf dem Gemeindegebiet von South Waverly und wird auf seiner Westseite – orographisch links – vom Chemung umflossen, der fünf Kilometer weiter südlich am Tioga Point in den von links kommenden Susquehanna River mündet. Diese beiden Flüsse bilden nach Süden hin eine natürliche Grenze des nach Norden und vor allem zum Ontariosee hin flach auslaufenden Mittelgebirgkonglomerates. Spanish Hill ist der südlichste Punkt dieses geografischen Raums und der einzige Punkt, der aufgrund der längengradmäßigen Teilung des Landes zu Pennsylvania gehört. Weiter südlich schließen sich die Endless Mountains an.
Mehrere Verkehrswege führen am Spanish Hill entlang: Im Norden führen genau auf der Grenze der beiden Bundesstaaten, die Interstate 86 vorbei – besser bekannt als Southern Tier Expressway, die östlich in die 220 in Richtung Williamsport abzweigt.

“Of many points of historic interest in our valley, perhaps none has attracted more attention or roused more speculation, from the earliest times to the present, than the mound called Spanish Hill. This prominence is due not only to its unsusal position (isolated from the hill ranges and regions), but also to its odd outline, the remains of fortifications on the top, and its present name.”

„Von vielen Plätzen des historischen Interesses in unserem Tal hat von den frühesten Zeiten bis zur Gegenwart vielleicht keiner mehr Aufmerksamkeit oder mehr Spekulation erregt, als der Hügel namens Spanish Hill. Diese Bedeutung rührt nicht nur von seiner ungewöhnliche Lage, die von anderen Hügelketten und Regionen getrennt ist, sondern auch wegen seiner seltsamen Umrisse, der Reste der Befestigungsanlagen und durch seinen heutigen Namen.“

Viele Sagen ranken sich um diesen Hügel, so auch der Ursprung seines Namens. Im Glauben der Indianer lebt ein tödlicher Geist auf dem Hügel, den man nicht stören dürfe. Schon vor Beginn der Ausgrabungen wurde der Hügel als Hill Espana oder Hill Hisp. bezeichnet. Fest steht, dass die Spanier 1570 erste Erkundungen auf dem Susquehanna gemacht und dabei vielleicht auch diesem Hügel benamt haben. Viele andere Namensgebungen sind aus dieser Zeit und offensichtlich spanischsprachlichem Ursprung.
Auch rings um den Hügel gab es zahlreiche Spuren von Indianern. Entlang der großen Flüsse gab es Indianerpfade mit Übernachtungsplätzen und Grabstätten. Über die Jahre sind viele dieser rituellen Orte verschwunden, zunächst durch die Bewirtschaftung der weißen Siedler, die wegen fehlendem kulturellen Hintergrund diese heiligen Orte nicht zu schätzen wussten. Spätestens mit dem Bau des Vorläufers der ersten Hauptstraße (Highway) in den 1890er Jahren, die völlig ohne Sicherung oder Aufzeichnungen von Bodenschätzen erfolgte, gingen dort wertvolle Spuren verloren.:S. 202

## Ausgrabungen

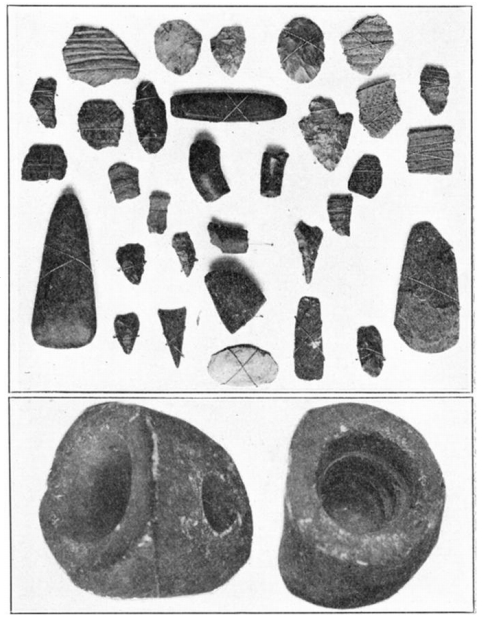
Teil der Ausgrabung auf Spanish Hill.

Ähnlich verhält es sich mit der festen Siedlung auf dem Spanish Hill. Auch hier gingen durch – aus heutiger Sicht – unsachgemäße Grabung viele Informationen verloren oder wanderten in private Sammlungen.
Die Engländer unter Führung von John Smith nannten die Ureinwohner dieser Region Anfang des 17. Jahrhunderts Susquehannocks nach dem Susquehanna River, wo sie lebten; bei den Franzosen hießen sie Andastes. Sie werden von ihm als sehr groß und überaus gut proportioniert beschrieben. Von diesen Stammesmitgliedern dürften die Artefakte und Biofakte gehören, die auf Spanish Hill seit dem frühen 19. Jahrhundert ausgegraben wurden. 1833 waren dort noch Reste einer Befestigungsmauer zu sehen, die das Plateau vollständig begrenzte. Durch wissenschaftliche Berichte und teils auch reißerische Zeitungsberichte wurden über mehr als 100 Jahre Grabräuber angelockt. 1920/21 fand man auf dem Plateau einen Indianerfriedhof mit 50 bis 100 Grabstätten. Aufzeichnungen von damals, die heute im Museum hinterlegt sind, zeigen auf, dass bei den Ausgrabungen, die Anfang des 20. Jahrhunderts gemacht worden sind, neben zahlreichen Tonscherben sowohl ehemalige Feuerstellen mit schwarz verfärber Erde als auch Muschelablagerungen, Feuersteinsplitter und Getreidehorte gefunden worden sind.:S. 290f.